# المخطط الزمني لتاريخ أمريكا الوسطى

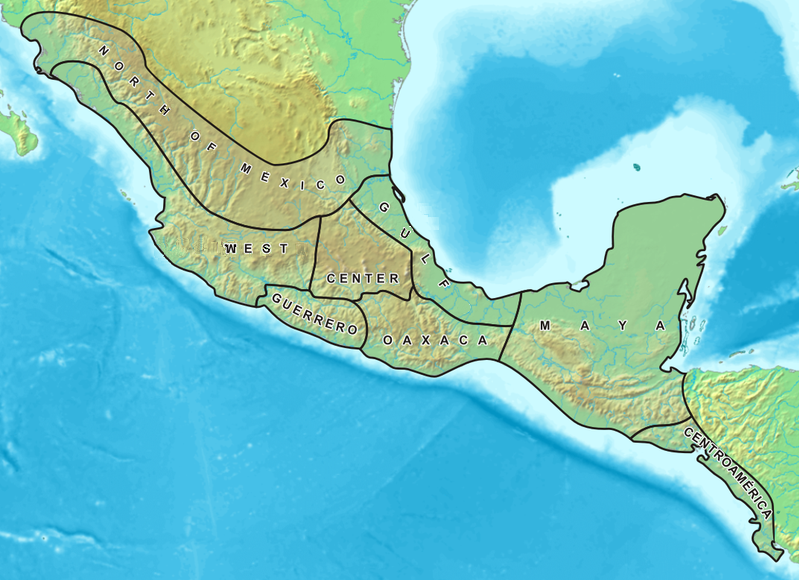

يقسم هذا المخطط الزمني تاريخ أمريكا الوسطى في فترة ما قبل كولومبوس إلى عدة فترات زمنية: العصر الهندي البدائي (بداية سكن البشر – 3500 ق م) يليه العصر القديم (قبل عام 2600 ق م) ثم العصر ما قبل الكلاسيكي (2500 ق م -250 م) ثم العصر الكلاسيكي (250 م – 900 م) ثم العصر ما بعد الكلاسيكي (900 م – 1521 م)، يليها العصران ما بعد الكولومبيان وهما عصر الاستعمار (1521 – 1821) ثم عصر ما بعد الاستعمار (1821 حتى اليوم). يعتمد التقسيم الزمني التاريخي لأمريكا الوسطى على الأبحاث الأثرية والعرقية التاريخية والأنثروبولوجية الثقافية الحديثة. تعود الجهور الهادفة إلى إنشاء تاريخي ثقافي لهذه المنطقة إلى أوائل القرن العشرين، وذلك من خلال العمل المستمر الذي ينجزه علماء الآثار والمؤرخون العرقيون والمؤرخون وعلماء الأنثروبولوجيا الثقافية.

## لمحة عامة

### العصر الهندي البدائي
10,000 – 3,500 قبل الميلاد
العصر الهندي البدائي (المعروف بشكل أقل شيوعًا باسم العصر الحجري الأمريكي) هو الفترة الممتدة منذ ظهور أولى علامات الوجود البشري في المنطقة حتى تأسيس الزراعة وبعض النشاطات البشرية الأخرى (مثل الصناعات الفخارية وإنشاء المستعمرات البشرية الدائمة) والبدء باستخدام وسائل الاكتفاء الذاتي المميزة للحضارات البدائية. في أمريكا الوسطى، يمكن ملاحظة انتهاء هذه المرحلة والانتقال إلى مرحلة العصر القديم اللاحقة بين عامي 10,000 و8,000 قبل الميلاد، على الرغم من أن هذا التأريخ هو مجرد تخمين، ويمكن استخدام عدة مخططات زمنية تختلف باختلاف المعايير لكل مجال والمناطق المختلفة.

### العصر القديم
قبل عام 2600 قبل الميلاد
خلال العصر القديم، تطور مجال الزراعة في المنطقة وتأسس عدد من القرى الدائمة. لاحقًا خلال هذه الفترة، أصبحت صناعة الفخار والصناعات النسيجية شائعة، وبدأت الاختلافات الطبقية بالظهور. تأسس عدد كبير من التقنيات الأساسية لأمريكا الجنوبية خلال هذه الفترة مثل صقل الأدوات الحجرية والحفر والفخار وغيرها.

### العصر ما قبل الكلاسيكي
2000 قبل الميلاد – 250 بعد الميلاد
خلال الحقبة ما قبل الكلاسيكية، تطورت العمارة الرمزية والكتابة كما ظهرت المدن والدول. يمكن تتبع العديد من العناصر المميزة لحضارات أمريكا الوسطى إلى هذه الفترة، مثل سيطرة زراعة الذرة وبناء الأهرام والأضاحي البشرية وعبادة النمر الأمريكي والتقويم الزمني المعقد وعدد من الآلهة.
تطورت حضارة الأولمك وازدهرت في مواقع مثل لا فينتا وسان لورنزو تينوشتيتلان، لتحل محلها في النهاية ثقافة ما بعد الأولمك بين عامي 300 و250 قبل الميلاد. ظهرت حضارة الزابوتيك في منطقة وادي واهاكا وحضارة تيوتيهواكان في وادي المكسيك، وبدأت حضارة المايا بالظهور والنمو في حوض ميرادور (في غواتيمالا الحالية) وحضارة ما بعد الأولمك في برزخ تيهوانتيبيك (في ولاية تشياباس المكسيكية الحالية)، لتمتد لاحقًا إلى غواتيمالا وشبه جزيرة يوكاتان.

### العصر الكلاسيكي
200 – 900 بعد الميلاد
شهد العصر الكلاسيكي سيطرة عدد من المدن المستقلة في منطقة المايا إضافة إلى بدايات الوحدة السياسية في وسط المكسيك ويوكاتان. بدأت الفوارق المناطقية بين الثقافات المتجاورة تظهر بشكل أوضح. سيطرت مدينة تيوتيهواكان على منطقة وادي المكسيك حتى بدايات القرن الثامن الميلاد، لكننا لا نعلم الكثير عن البنية السياسية للمنطقة لأن ثقافة تيوتيهواكان لم تترك أي سجلات مكتوبة. سيطرت مدينة مونتي ألبان على وادي واهاكا حتى أواخر العصر الكلاسيكي، تاركة عددًا قليلًا من السجلات المكتوبة بلغتهم التي تمكن الباحثون من فك شيفرة أجزاء قليلة منها فقط. تطور عدد من الفنون عالية التعقيد خلال هذه الفترة مثل الزخارف الجصية والعمارة ونحت التماثيل ورسم الجداريات والصناعات الفخارية وصقل الحجارة الكريمة، وانتشرت في المنطقة عبر الحقبة الكلاسيكية.
في منطقة المايا، وتحت التأثير العسكري الواضح لتيوتيهواكان بعد «وصول» سياخ كاك في عام 378 للميلاد، وصلت مدن مستقلة عديدة إلى أوج ازدهارها مثل تيكال وواكساكتون وكالاكمول وكوبان وكيوريجوا وبالينكي وكوبا وكاراكول. كانت كل مدينة منها كيانًا مستقلًا، لكنها كثيرًا ما شكلت تحالفات أو تحول بعضها إلى ولايات تابعة لبعضها الآخر. أما الصراع الأساسي في هذه الفترة فكان بين تيكال وكالاكمول، اللتين خاضتا سلسلة من الحروب استمرت لمدة أكثر من نصف ألفية من الأعوام. تراجع نفوذ هاتين المدينتين خلال أواخر العصر الكلاسيكي وأصبحتا مهجورتين في النهاية.

### العصر ما بعد الكلاسيكي
900 – 1521 بعد الميلاد
خلال العصر ما بعد الكلاسيكي، انهار عدد كبير من مدن العصر الكلاسيكي وحضاراته الكبرى، لكن بعضها الآخر بقي صامدًا، مثل واهاكا وتشولولا ومدن المايا في يوكاتان مثل تشيتشن إيتزا وأوكسمال. ينظر الكثير من المؤرخين إلى هذه الفترة باعتبارها عصرًا من تصاعد الفوضى والحروب.
ينظر الكثيرون إلى العصر ما بعد الكلاسيكي على أنه فترة من التراجع الثقافي، لكنه مثّل فترة من التقدم التقني في مجالات العمارة والهندسة والتسليح. سُخرت صناعة المعادن (التي دخلت منذ عام 800) للاستخدام في صناعة الحلي والأدوات، مع اكتشاف المزيد من السبائك والتقنيات المعدنية خلال القرون القليلة اللاحقة. مثّل العصر ما بعد الكلاسيكي فترة من التحرك السريع والنمو السكاني المطرد -خصوصًا في وسط المكسيك بعد عام 1200- وتجارب أنظمة الحكم الجديدة. على سبيل المثال في يوكاتان، يبدو أن نموذج ’الحكم المشترك’ حل محل الحكومات الدينية للعصور الكلاسيكية، في حين نشطت مجالس الأقليات الحاكمة في أجزاء واسعة من وسط المكسيك. بشكل مشابه، يبدو أن نفوذ كل من البوكتيكا (طبقة التجار) والمجتمع العسكري أصبح أكثر وضوحًا منه في العصر الكلاسيكي. قدم هذا الأمر لسكان أمريكا الوسطى درجة من الحراك الاجتماعي.
سيطر التولتك على وسط المكسيك لفترة من الزمن بين القرنين التاسع والعاشر قبل أن تنهار حضارتهم. كانت أراضي المايا الشمالية موحدة لفترة من الزمن تحت حكم مايابان، كما توحدت واهاكا لفترة وجيزة تحت حكم قادة مكستك خلال القرنين الحادي عشر والثاني عشر.
ظهرت إمبراطورية الآزتك خلال أوائل القرن الخامس عشر، وبدا أنها كانت تخطو بثقة في سبيل تثبيت السيطرة على وادي المكسيك بشكل غير مسبوق منذ تيوتيهواكان. لكن إسبانيا كانت أولى القوى الأوروبية التي تقابل أمريكا الوسطى وتمكنت من إخضاع الآزتك عن طريق غزاتها وبمساعدة عدد كبير من السكان الأصليين المتحالفين معها.
بحلول القرن الخامس عشر، أدى كل من ’صحوة’ المايا في يوكاتان وجنوب غواتيمالا بالإضافة إلى ازدهار الإمبريالية الآزتكية إلى فتح المجال أمام دخول المنطقة في عصر ازدهار للعلوم والفنون. تتضمن الأمثلة على ذلك نمط الصناعة الفخارية المعروف باسم ’بويبلان-مكسيكا’ وتذهيب المخطوطات والصناعات الذهبية الأخرى، بالإضافة إلى ازدهار شعر الناوا، وتأسيس النخبة من الآزتك عددًا من معاهد دراسة النباتات.

### عصر الاستعمار
1521 – 1821 بعد الميلاد
بدأ عصر الاستعمار بالغزو الإسباني (1519 – 1521)، والذي أنهى سيطرة إمبراطورية الآزتك. أُنجزت هذه المهمة من خلال التحالفات الاستراتيجية التي عقدها الإسبان مع أعداء الإمبراطورية مثل تلاكسكالا التي مثلت الحليف الأهم، بالإضافة إلى ويكسوتزينكو وسوتشيميلكو وحتى تيكسكوكو التي كانت عضوًا سابقًا في تحالف الآزتك الثلاثي. على الرغم من عدم قدرة الإمبراطورية الإسبانية على إخضاع جميع أجزاء أمريكا الوسطى لحكمها مباشرة، مثّل هذا الغزو بداية سريعة لعملية الاحتلال الحتمي في أمريكا الوسطى والتي انتهت في منتصف القرن السابع عشر. لم يختف السكان المحليون نهائيًا، لكن أعدادهم تراجعت إلى حد كبير بسبب الأوبئة التي نقلها إليهم الغزاة الإسبان واجتاحت شعوبهم خلال القرن السادس عشر. مثّل سقوط تينوتشتيتلان بداية العصر الاستعماري الذي استمر لمدة 300 سنة وفرض الحكم الإسباني على المنطقة.